# Espinar (província)
Espinar é uma província do Peru localizada na região de Cusco. Sua capital é a cidade de Espinar.

## Distritos da província
- Alto Pichigua
- Condoroma
- Coporaque
- Espinar
- Ocoruro
- Pallpata
- Pichigua
- Suyckutambo
- Yauri